# Martin Stern
Ulrich Martin Stern (* 19. Februar 1930 in Zürich; † 1. Juli 2024) war ein Schweizer Literaturwissenschaftler und Hochschullehrer.

## Lebenslauf
Stern studierte Germanistik an der Universität Zürich und wurde 1959 bei Emil Staiger mit einer Arbeit über Hugo von Hofmannsthals Lustspielfragment Silvia im Stern promoviert. Nach seiner Habilitation an der Universität Zürich über Paradiesbilder in der Literatur des 18. Jahrhunderts unterrichtete er zunächst an der Universität Harvard und anschliessend in Frankfurt am Main. 1968 wurde Martin Stern (gleichzeitig mit Karl Pestalozzi) als Professor für Neuere deutsche Literaturwissenschaft an das Deutsche Seminar der Universität Basel berufen. Gleichfalls 1968 initiierte er die Gründung einer internationalen Hugo von Hofmannsthal-Gesellschaft, die er bis 1979 auch präsidierte. Er edierte einen Band der Gesamtausgabe Hofmannsthals (Der Schwierige) und gab die zweibändige Textsammlung Expressionismus in der Schweiz heraus. Zu seinen wichtigsten Arbeitsgebieten gehörten die Goethezeit, Johann Nestroy, der bürgerliche Realismus, das Reformationsdrama, der Expressionismus, die Lyrik des 20. Jahrhunderts, die Gattung der Autobiographie sowie die Theatergeschichte der Schweiz bis hin zu Max Frisch und Friedrich Dürrenmatt. An der Universität Basel lehrte Stern bis 1997. Stern starb am 1. Juli 2024 im Alter von 94 Jahren.